# کتارینا فریرا
 کتارینا فریرا (انگلیسی: Catarina Ferreira؛ زاده ۹ فوریهٔ ۱۹۸۴) یک تنیس‌باز اهل پرتغال است. 